# Det kan ingen doktor hjälpa
«Det kan ingen doktor hjälpa» (со швед. — «это не лечится») — песня шведского дуэта «Björn & Benny» (Бьорн Ульвеус / Бенни Андерссон), позже развившегося в группу ABBA.
Композиция была написана Бьорном и Бенни при участии Стига Андерсона, продюсера дуэта. Запись трека, в которой в качестве бэк-вокалисток приняли участие Агнета и Фрида, произошла 23 апреля 1971 года.
Летом 1971 года «Det kan ingen doktor hjälpa» вместе с записанной в тот же день песней «På bröllop» (со швед. — «на свадьбе») в качестве второй стороны была выпущена как сингл. Любопытно, что сторона «Б» вошла в радиочарт Svensktoppen 25 июля, а сторона «А» — лишь 1 августа, причём они сменили друг друга на невысокой 9-й позиции.
Именно с этой песней Андерссон и Ульвеус планировали принять участие в Мелодифестивалене-'71, шведском отборочном туре Евровидения. Однако их заявка была отклонена.
Как и другие записанные дуэтом в 1971—1972 годах композиции, «Det kan ingen doktor hjälpa» предполагалось включить на второй студийный альбом Бьорна и Бенни. Однако последующие события, предопределившие создание группы ABBA, не позволили это сделать. Поэтому песня вышла лишь на CD-переиздании альбома «Lycka» в 2006 году.